# Argyractis aeglesalis
Argyractis aeglesalis är en fjärilsart som beskrevs av Walker 1859. Argyractis aeglesalis ingår i släktet Argyractis och familjen Crambidae. Inga underarter finns listade i Catalogue of Life.